# La Chapelle-aux-Saints
 La Chapelle-aux-Saints  là một xã thuộc tỉnh Corrèze trong vùng Nouvelle-Aquitaine miền trung Pháp.